# 姫川ゆうな
姫川 ゆうな（ひめかわ ゆうな、1996年8月3日 - ）は、日本のAV女優。東京都出身。アトラクティブ所属。

## 略歴
2016年にデビューしたロリ系AV女優。
当初はギルフィーに所属していたが、後にディクレア（現・シエロ）へ移籍。本人によると、kawaii*が初撮りで、（「姫川ゆうな」としての）デビューがプレステージ。
2020年、アトラクティブへ移籍。その際に名義を「月城らん」に変更したが、2021年3月、「姫川ゆうな」に戻すことを発表。
2022年6月27日週FANZA動画フロアランキングにおいて、2021年6月26日発売の出演作『ホイホイぱんち 12 素人ホイホイZ・個人撮影・マッチングアプリ・ハメ撮り・素人・SNS・裏アカ・顔射・美乳・清楚・美人・スレンダー・ほろ酔い・性欲が強い・ご奉仕SEX・性欲モンスター』が1位を記録。

## 人物
趣味はお菓子作り。特技は3歳から16年間やっていたバレエで、左膝を壊しているため騎乗位を苦手としている。
月城時代は表向きには別人設定であったが、これはイメージチェンジをしたかったため。また黒髪ロングというロリのステレオタイプを通すのが限界だったため。ただし現場では旧芸名の「姫」と呼ばれており、どっちでもよいと思っていたという。素の自分に近い役柄はギャルかヤンキー。

## 作品

### アダルトDVD
- 淫語テレビショッピング（5月12日、ROCKET）
- 名門●●大学チアリーディング部在籍! 競技歴4年!全国大会第8位! 美少女すぎる現役アスリート女子大生が超開脚セックスでAVデビュー!（5月25日、kawaii*）※「三井ゆり」名義
- 超人気エンターテイメント集団に所属するラスベガスから一時帰国してきたあいりちゃん(20歳)AVデビュー 依頼ナンパ Vol.2（5月25日、ナンパJAPAN）※「あいり」名義
- 「わたし…びっくりするくらいドM…なんです…」 無邪気で若さハジける箱入りお嬢様の解禁トロトロ狂乱SEX（5月27日、FIRST STAR）
- 18歳と10ヶ月。（6月1日、プレステージ）
- 小生意気なJKを犯しまくる（6月19日、キチックス）
- お金の為だと割り切って友達だけどSEXして下さい!! 7（6月21日、DOC）
- 美少女即ハメ白書 49（6月21日、ソクハメラボ）
- 10cm近づくごとに賞金1万円アップ! 『両親にバレずに、SEXしながらどこまで近づけるのか?』 仲良し姉弟3組が自宅でこっそりチャレンジ! 近親相姦チキンレース!!（6月23日、SODクリエイト）※「しずか」名義
- マジックミラー便 3分前まで女子高生! 卒業式直後のオキテ破りナンパ!! 日本中のNo.1高校を厳選! 今日で最後の制服姿にザーメン30発射スペシャル! ALL新作撮り下ろし 総勢30人! 本番JK10人!! 2枚組8時間!（6月23日、ディープス）
- 新体操部の主将がデカチン教師にヤリマン肉便器指導! 女子校生・坂東ゆうな（6月26日、グランド・テン）※「坂東ゆうな」名義
- まんハメ検証隊 クチコミナンパ 皆様から寄せられた噂の美少女情報をもとに突撃ガチナンパ!! 検証File.04（7月1日、プレステージ）
- 親の居ない日、僕は3人の妹とむちゃくちゃSEXした。（7月8日、TMA）
- 久しぶりに会った女子校生の姪っ子がやたらとパンツを見せてくる (*ﾟロﾟ)ハッ!! 「えっ!?女子校生なのにひもパン!?」 やらしい目で見ていると姪っ子は更にパンツを見せつけ僕を興奮させ、終いにはパンツのひもに手を掛け…（7月8日、DOC）
- 固定バイブ ツイ●タ●ゲーム（7月13日、はじめ企画）
- 投稿! 居酒屋で働くさせ子のバイトちゃん（7月19日、ヤリマン伝説）
- 学園で評判の新体操部員はビンカン本気セックスでイキまくる!!（7月22日、宇宙企画）
- 愛らしいロリ美少女のエッチな好奇心（8月1日、S-Cute）
- 街行くJKに「ヤって!TRY」 アナタの理想のチ○ポ書いて下さい!!（8月12日、DOC）※「ゆうこ」名義
- 私立腿コキ学園（8月25日、アロマ企画）
- 両親の居ない日、僕は妹と精子が枯れるまで1日中ヤリまくった。（8月26日、TMA）
- 女子校生を狙った尾行押し込み中出しレイプ（8月26日、青空ソフト）
- コスプレ女子の見せつけ自己陶酔オナニー（9月25日、アロマ企画）
- シロウトTV×PRESTIGE 美少女SPECIAL 01（9月30日、プレステージ）
- パパやママには言えないエッチな私（10月1日、S-Cute）
- もう無垢な私には戻れない。ちょっぴり大人なエッチ体験（10月13日、S-Cute）
- 無垢なくせに卑猥にデカい揉み心地のいい未熟な巨尻（11月4日、ワープエンタテインメント）
- 姉姦 Rec-3 過激生投稿 日頃から気になって仕方ない姉の無防備な胸チラとパンチラに童貞弟の理性が崩壊 両親の留守中に撮影された近親相姦映像を完全収録（11月7日、ディープス）※「すず」名義
- 「私、本当にエロくて気持ち良い事が大好きです…」 ドMっ子サカる!（11月11日、FIRST STAR）
- 女子校生でGO（11月18日、Re:Search）※「釉奈」名義
- パパと最後の中出しお泊り旅行（11月18日、TODOManic）
- 汗ばむ浴衣 縁日でみつけた少女（11月19日、キチックス）
- うちの娘、家ではブラジャーを着けないので、父としてはちょっと困ってます…（11月20日、思春期.com）
- 発掘! プライベートも過激な現役コスプレイヤーゆうなちゃん(仮) 撮影会中に濡れちゃったので、終了後に連れ出しそのままオフパコデビュー（12月2日、DIY）
- 一般男女モニタリングAV マジックミラーの向こうには家族想いの父親! 街行く仲良し家族が母娘親子丼3Pに挑戦! 2 童貞息子を母親&女子高生の妹が連続射精筆おろしできたら100万円! 19年ぶりにふれた巨乳母のおっぱいに息子ち○ぽは思わずフル勃起!初めて見る妹のJKま○こに童貞兄は暴発寸前! お父さんの目の前なのに性欲を刺激された3人は超禁断のW中出し近親相姦してしまうのか!?（12月7日、ディープス）
- 青い誘惑 弄ばれる家庭教師（12月7日、青い果実）
- 純粋無垢な妹と肉欲生活 〜俺らの性処理従順ペット〜（12月9日、宇宙企画）
- 偶然見えたカワイイ女子校生の純白パンチラ♡ 視線に気づき頬を真っ赤にするも、実はHに興味津々。挙句に告白までされて、そのまま中出ししちゃいました!（12月9日、SCOOP）
- AVスタッフガチ検証! 都内デリヘル完全攻略 本番禁止風俗嬢に勃起薬&塗る媚薬で生中出し! PART2（12月9日、&RiBbON）
- SNSガチ応募!! フォローしてくれた素人さん羞恥ヘアーヌードコレクション Vol.1 カメラの前で濡れた女は果たして生中出しまで出来るのか!?（12月9日、&RiBbON）
- 子作りはご奉仕の一環 妊娠OK美少女メイド（12月13日、ワンズファクトリー）
- 御奉仕メイドRoom（12月13日、Be Free）
- 超敏感なピンク乳首と透き通る色白美肌のいまどき娘が18才初裏バイト（12月16日、テクノブレイク）
- 新人AV女優プライベート映像流出!? 撮影終了後のAV女優さんマジで口説いてお酒を飲ませてさらにこっそり媚薬を仕込んでお持ち帰り!!そのままSEXさせてくれるのか!? 【徹底検証】 PART6（12月16日、Re:Search）
- 妊娠女子校生援○交際なまなかだし10連発（12月23日、REAL）
- ハロウィンナンパ 2016 in渋谷 〜浮かれたシロウト娘大収穫祭〜（12月23日、DOC）※「あい」名義
- シン・肉便器これくしょん改 元子役女子校生30日監禁（12月23日、&RiBbON）
- プライベート告白失敗ドキュメント サークルで知り合ったドストライクの女の子を家に呼んだのに結局フラれて帰りそうになったので、焦って彼女を押し倒してしまい欲望のまま中出しレ○プ…そのまま飽きるまで輪姦。（12月25日、Rookie）

- 勃起をさせて笑みを浮かべる。 痴女っ子ローリータ。（1月1日、ミニマム）
- つるぺた妹3人が巨乳彼女に嫉妬してるから子作り（1月1日、ZUKKON/BAKKON）
- ボクだけのご奉仕メイド（1月6日、クリスタル映像）
- マジックミラー号 紅葉シーズン真っ只中! 山ガールファッションに身を包んだ女子大生は大自然に囲まれると気分も尻も軽くなる!? 山での開放的なオイルマッサージでいつもの何倍も気持ち良くなったユルユルま○こに寝バック挿入!!（1月6日、SODクリエイト）※「まりの」名義
- 初夢レズビアン。 デビューする前から大好きだったひとと、夢のレズ解禁。（1月7日、ビビアン）
- 僕だけのいいなり女子校生（1月13日、宇宙企画）
- 素人女子大生限定! パンティ素股でカチカチち●ぽがアソコに擦れて赤面発情! クロッチは恥ずかし汁まみれ!そのまま生で擦り合わせて、ヌルヌルワレメに結局つるんっと入って生中出し!! 4 つい先日まで高●生だった18歳大学1年生編（1月13日、S級素人）
- シン・肉便器これくしょん改 元子役女子校生30日監禁（1月13日、&RiBbON）
- 一般男女モニタリングAV 男女の友達同士が2人っきりの密室でキス技コンプリートできたら100万円! 2人の距離が急速に縮まる12種類のキスでイチャラブな雰囲気になった リアル素人大学生の男女は友情の壁を越えて濃厚ベロチューSEXしてしまうのか!?（1月19日、ディープス）※「みさ」名義
- 女子校生で貧乳コンプレックスを抱えている娘は、「浮きブラ乳首チラ見え」に即ボッキしただけで「こんな胸でもいいの?」とウルんだ眼で求めてくる!（1月19日、アイエナジー）
- 母親は混浴風呂で久しぶりの他人棒に興奮… さらに母親の不貞姿に興奮した純朴娘も我慢出来ずに親子同時3Pセックス! 2（1月20日、DOC）
- ノーパンストに直電マ! 7 「ちょっとお姉さん、ノーパンでパンスト穿いて貰えませんか?」（1月20日、DOC）
- エロいJK 濃密SEX（1月25日、無垢）
- 男を連れ込んでは嫌がらせの様にSEX見せつけてくる本当は俺の事が大好きな妹（2月1日、MOODYZ）
- 10日間オナ禁&ハメ禁でムラムラMAX! 足腰ガクブル超絶痙攣中出しトランスFUCK（2月1日、乱丸）
- 過激なオプションで大人気。 予約の取れない添い寝リフレ。 2（2月1日、ミニマム）
- 募集ちゃんTV×PRESTIGE PREMIUM 26（2月3日、プレステ－ジ）
- 部活帰りのJKナンパ! PART5 〜青春の香り嗅がせて下さい〜（2月3日、DOC）※「りみ」名義
- ちんかすペロペロゴックンご奉仕メイド（2月3日、ワープエンタテインメント）
- 秋葉原でこっそり営業するJKリフレ店で検証! 添い寝リフレでバイトするエロ行為絶対禁止の女子校生でも2人っきりの密室で素股を仕掛けたら中出しセックスまでできる説（2月7日、ディープス）※「のあ」名義
- 今日も明日も明後日も…いつでも中出しさせてくれる僕だけのJKアイドル（2月10日、宇宙企画）
- 淫語女子アナ 10 清楚系ギャップ美女アナSP チ○ポ、マ○コをカメラ目線で連呼する超真面目なニュース番組（2月16日、ROCKET）
- お前の彼女のマ○コ全開NTR（3月1日、MOODYZ）
- 10発中出しするまで勃起させちゃう粘着ロリ痴女SEX（3月1日、ワンズファクトリー）
- 大好きなカノジョをハメ撮りしちゃいました。（3月1日、S-Cute）
- お姉ちゃんのリアル性教育（3月2日、グローリークエスト）
- マジックミラー号 大学卒業式を終えたばかりの友達同士の男女が初乗車! Hなゲームでお互いのオナニーを見せ合ったら火が付いて“思い出SEX”までしてしまうのか!? 3（3月2日、SODクリエイト）※「りこ」名義
- JK vs 童貞 「僕のオナニーを手伝ってください!」（3月3日、DOC）
- 一般男女モニタリングAV 素人女子大生がノンストップで何度イかされてもまんぐりポーズをキープできたら100万円! オマ○コ観察/クリトリス直当て電マ/うねるバイブ挿入/高速手マン/濃厚クンニ/強制潮吹き! オマ○コとアナル丸出しの恥ずかしすぎる体勢で限界までイカされたマ○コをさらに責められとどめのデカチン激ピストンSEXで人生初の連続絶頂が止まらない! 4人合計88イキ!（3月7日、ディープス）※「ももか」名義
- 出会って速攻、女優の方から襲いかかる生中出しSEX（3月7日、ダスッ!）
- 絶対に逆らえない強力催淫（3月13日、オルガBlack）
- 生中懇願 赤ちゃん出来てもいいから膣中に出して（3月16日、グローリークエスト）
- 「そんなつもりじゃなかったのに…心もカラダもアノ人を受け入れた私を許してください」 断りきれずに始まった二人の秘密 彼氏がいるのにバイト先の先輩と… 雪のように白い肌の女子短大生がセックスに溺れたスキー場バイト10日間〜素人美少女投稿 ゆうな（3月18日、SODクリエイト）
- 女子新体操部に潜入した時間停止できる濃厚オヤジ（3月25日、MOODYZ）
- 学校サボって1日10人のオヤジと中出しSEXしまくるイクイク援交娘。（3月25日、本中）
- 早漏イクイク女子校生 7（4月1日、MOODYZ）
- 媚薬イラマの快楽で漏らすほど喉奥性感帯をチ○ポで突かれ覚醒するMっ子JK（4月6日、ナチュラルハイ）
- 痙攣絶頂サイレントレ×プ 助けを呼んで乱暴されたレッテルを貼られるのが怖くて声を押し殺して犯された敏感女子校生（4月13日、MOODYZ）
- 頑なにAV出演を拒んでいた行きつけのペットショップの店員のYちゃんを口説いて撮影に成功。そして勝手に発売!!（4月14日、S級素人）※「Yちゃん」名義
- 彼氏がいるのに誘惑おしゃぶり女子校生 3（4月25日、プレミアム）
- 絶対女子校生 中出し大乱交スペシャル（4月25日、本中）
- 可愛すぎるコスプレでアナタのオナニー完全サポート（4月28日、宇宙企画）
- 未成熟 父娘中出し近親相姦性交（4月28日、I.B.WORKS）
- キモ男達にバック中出しで寝取られながら僕に助けを求め続ける妹（5月1日、MOODYZ）
- 中出し輪姦で堕とされた少女な見た目の新任女教師（5月1日、ワンズファクトリー）
- しょうぢょとあそべるおみせがたのしすぎたからこづくり（5月1日、ZUKKON/BAKKON）
- 麻薬捜査官 ヤク漬け膣痙攣（5月3日、アイエナジー）
- 嫁の連れ子を緊縛調教して俺のチ●ポなしでは生きられないカラダにした （5月13日、MOODYZ）
- 女子校生にセクハラ健康診断!未開発のおっぱいや膣を執拗にいじり倒され、恥ずかしさと気持ち良さでぐちゅぐちゅになったJK発情マ○コに強制中出し!（5月19日、OFFICE K'S）
- 女子校生のパンティが好き vol.3（5月19日、OFFICE K'S）
- 妹的存在の娘からスキッスキッ大好き淫語が止まらない本気愛され中出し性交（5月25日、本中）
- 可愛すぎる魔法少女5人とパジャマで中出し性交（5月26日、TMA）
- 新放課後美少女回春リフレクソロジー+ Vol.002（6月9日、宇宙企画）
- 愛しの巨尻まにあっくす。 Vol.001（6月9日、BAZOOKA）
- 女子校生孕ませレイプ 中出し20連発（6月9日、REAL）
- いいなり洗脳BGMでメロメロDQN女子校生（6月13日、MOODYZ）
- デカ尻マニアックス（6月13日、ワンズファクトリー）
- 痴漢“M”覚醒 3 〜ヤリ部屋で輪姦され快楽に目覚めた言いなり娘〜（6月15日、ナチュラルハイ）
- 3日間滞在して、寝食を共にする超高級美女ソープ（6月15日、アイエナジー）
- 風俗店の求人に応募したら新人嬢のレクチャー係に配属されたラッキーなおれ （6月19日、MOODYZ）
- 入院中の病弱な少女の病室を夜な夜な訪問する変態医師 深夜の隠し撮り卑劣映像・勝手にAV発売（6月19日、キチックス）
- ぜんぶ妹のせいだ。 妹は病みカワ少女（6月23日、TMA）
- 父・娘スワップ(交換)バーベキュー 乱痴気近親相姦祭り!! 屋外近親相姦祭り!!今年も開催!!（6月23日、FIRST STAR）
- 姫川ゆうなちゃん ふぁーすとすたー プレミアムベスト 8時間（6月23日、FIRST STAR）※ベスト盤
- 田舎娘、時給696円。 【超】幸せ愛人契約。ゆうな 自分の価値をよく解っていない地味カワ素朴ガールが最低賃金でヤラれまくりの中出し。（6月25日、ビッグモーカル）※「ゆうな」名義
- 全力挑発するデカ尻TバックJKギャル（7月1日、kira☆kira）
- 学校で「AV博士」のアダ名が付いたボクがめちゃ腹立つ同級生の妹に種付けプレスでAV撮ったったwwww（7月1日、エムズビデオグループ）
- 夏の健康診断 女学生5名 田舎町で起きた中出し大乱交事件 乱交を含むSEX5発!中出し10発! 悪徳医師による女学生集団淫行!!（7月1日、キチックス）
- 姫川ゆうな お貸しします。（7月7日、クリスタル映像）
- 女子校生はバックで膣奥出しが大好き!（7月7日、MOODYZ）
- 全部口内射精させてくれるおチ○ポ&ザーメン大好きベロしゃぶりJK（7月7日、kawaii*）
- おま●こおっぴろげ バイノーラル淫語コレクション（7月7日、OFFICE K'S）
- 絶対妊娠! ガン反り生チ○ポで孕ませ中出しSEX!（7月7日、本中）
- 夏休み特別講座☆ ファーストスター中出しスイミングスクール開校（7月14日、FIRST STAR）
- 女子校生専門ドライブスルー車内リフレ 10人4時間（7月19日、キチックス）
- JKささやき淫語FUCK Vol.2（7月21日、OFFICE K'S）
- 3日前に失踪した娘からの媚薬漬け中出しビデオレター（7月25日、MOODYZ）
- 孕ませ美少女8人4時間 オヤジの生チ○ポで種付け撮り8連発!（7月28日、S級素人）※「ゆうな」名義
- 夏の夕暮れ。 浴衣の似合うお人形のように可愛い少女2人組に声をかけたのです。 〜パパとママが心配する夜遅くまで秘密の中出し4P乱交〜（7月28日、FIRST STAR）
- 悶絶痙攣ポルチオ大絶頂!!(8月4日、クリスタル映像）
- 部活帰りの女子大生チアリーダーたちに突撃交渉! 40歳過ぎても未だに童貞のおじさんと人生初の王様ゲームしてみませんか? 若さ溢れるムチムチの軟体を独り占めでハメまくり!! 中出し放題!! 念願のハーレム筆おろし大乱交　in渋谷区・●●大学チア部所属女子大生宅（8月7日、ディープス）※「まり」名義
- 彼女の妹に愛されすぎてこっそり子作り性活（8月7日、本中）
- 女子校生革命!夏なんてぶっ飛ばせ! 5人の美少女が制服大改造スーパークールビズで登校してきた!!（8月11日、FIRST STAR）
- 口・マ●コ串刺しご奉仕中出し! 妊娠OKメイド種付けプレス（8月13日、MOODYZ）
- 姫川ゆうな SPECIAL BEST 4時間（8月25日、TMA）※ベスト盤
- オトナの文化祭 ぷり艶JKパンチラ縁日（9月1日、アロマ企画）※AV OPEN 2017 フェチ部門エントリー作品
- 女子大生泥酔NTRサークル旅行 俺たちの彼女がメス化した集団中出し乱交ビデオ（9月1日、kawaii*）※AV OPEN 2017 ドラマ部門3位
- ハーレム痴女エステ 〜最高級セラピスト10名の究極おもてなし〜（9月1日、痴女ヘブン）※AV OPEN 2017 企画部門エントリー作品
- 夢の一夫多妻 時間停止中出しSPECIAL 最強の能力を手に入れた男が8人の嫁と朝から晩までハーレム子作り性活♥（9月1日、本中）※AV OPEN 2017 企画部門2位
- 聖キチックス学園 青春中出し大乱交教室 超可愛的女子校生7名（9月1日、キチックス）※AV OPEN 2017 乙女部門エントリー作品
- 普段は厳しいうちの家族にしかけた盗撮カメラに撮れ「ちゃ」ってた変態セックス（9月7日、MOODYZ）
- 友達の彼氏をこっそり誘惑めっちゃ勝手に男潮調教 その3（9月19日、痴女ヘブン）
- お尻専用中出しメイド（9月19日、本中）
- パンスト絡み付け先端フェラ 〜手でパンストを操り、舌で先っぽを弄ぶ。巧みな技の数々で狂えるチ●ポ〜（9月22日、SEX Agent）
- じゅぷぬりゅドゥルンッ! いやらしスライドな素股手コキ 〜とろけ合う性器の限界密着でセックス未満なのにセックス以上〜（9月22日、SEX Agent）
- 咥えながらハフハフ囁く おしゃぶり淫語メイド（10月1日、ワンズファクトリー）
- 妹系美少女JK 姫子ちゃん（10月1日、AV）※「姫子」名義
- 職場の一番キモい男のチ○ポを使った罰ゲーム飲み 通称・デス会を盗撮、復讐無許可発売2。（10月1日、ZUKKON/BAKKON）※「ゆうな」名義
- サークル丸ごとヤリマンだらけ！SEX偏差値70のJDヤリマン書道サークルの中出し子作りハーレム性活（10月13日、ケイ・エム・プロデュース）
- 「勘違いしないでネ。」（10月13日、バルタン）
- 喉奥回転蹂躙ドリルイラマチオ（10月13日、ムーディーズ）
- 咥えて3分以内に発射 5 〜いつでもどこでも。フルパワーフェラ一択〜（10日20日、SEX Agent）
- 女子校生、全員に膣内射精中出し IV（10月27日、S級素人）
- 姫川ゆうな8時間ベスト（11月1日、ムーディーズ）※ベスト盤
- 寝ている女子校生の妹にイタズラしていたら逆に生ハメを求められて、もう発射しそうなのにカニばさみでロックされて逃げられずそのまま中出し!（11月2日、アイエナジー）
- わたし…痴女します! 姫川ゆうな 痴女化計画（11月3日、クリスタル映像）
- いつもは真面目な和部活の美少女に隙を見て媚薬を混入し強制発情!!触っただけで過剰にビクつく感度の良すぎるキツキツマ●コにチ●ポを挿れて一本勝ち!!（11月10日、SCOOP）
- 素敵なカノジョ 姫川ゆうな 美乳スレンダー軟体美少女のコスプレご奉仕中出しぶっかけせっくす♡（11月13日、BACK DROP）
- VOND Vol.1（12月13日、VOND）
- 手加減なし妹のお尻ぶるぶるダイナミックパンチラ（12月13日、ワンズファクトリー）
- マジックミラールーム 美少女限定 本性晒しドキュメント 優等生だってムラムラしちゃうもん!父親(彼氏、友達含む)の目の前で快楽堕ちする激カワ性豪素人娘4人を神の目モニタリング!（12月25日、JPS）※「ゆな」名義

- 姫川ゆうな 8時間 SPECIAL COLLECTION（1月5日、クリスタル映像）※ベスト盤
- 素人ヘアヌード大図鑑 〜うぶな美少女編（1月26日、S級素人）
- 18周年記念SP サエない僕に同情した女子○生の妹に「擦りつけるだけだよ」という約束で素股してもらっていたら互いに気持ち良すぎてマ○コはグッショリ!でヌルッと生挿入!「え!?入ってる?」でもどうにも止まらなくて中出し! 4（4月26日、アイエナジー）
- 素っぴん ホントの姫川ゆうな AVでまだ見せてないガチ性交（11月2日、h.m.p）

- よつんばいフェラ 8 〜腰を落としてお尻は高く、手の平は床で膝は肩幅に〜（5月25日、SEX Agent）
- 容赦無き調教奴隷イラマチオ 5 〜ガバマン以上オナホ未満〜（5月25日、SEX Agent）
- 理性の一番柔らかい場所へ一気に流れ込む“快感”と言う名の甘美な汁を舐めあう男女の昼下がり。（5月31日、キネマ座）
- メールとかで、読点の、位置が、おかしいヒトって、大体アレ（6月13日、バルタン）
- ビラコキ 〜ぷにぷにのマン肉、ぬるぬるのワレメ、クリへの刺激〜（6月25日、SEX Agent）
- 人妻熟女デリヘル嬢 本○映像流失4連発!!X 4時間 【若妻編】（8月23日、キネマ座）
- 一千一夜物語〜伍〜 貞操略奪絵巻 5話4時間スペシャル（12月27日、キネマ座）

- ショートカットでイキ顔丸見え! 超敏感体質の膣(なか)イキの天才 AAカップ超ガリ細スレンダー美少女 エッチを全力で楽しむAVデビュー作 月城らん（6月20日、Kawaii）
- 絶対ナマ派女子大生膣モテ天使らんちゃん本人希望ナマ中出しAV出演!!（6月26日、本中）
- 「マジ天使!?」 骨折してオナニーできない僕のチ○コは我慢の限界!それを見かねた美人ナースは使命感に駆られたのか優しく手を添えてくれ… 8（8月14日、DOC）
- 彼女の‘妹’に小悪魔誘惑されて…!? すぐそこに彼女がいるのに、止まらないささやき淫語 2（12月4日、DOC）

- 宅配ギャル! どんだけ発射できるか腕比べバトル! 何発ヌけるかデスマッチ! vol.02 星優香 / 黒田あゆか / 月城らん（2月7日、桃太郎映像出版）
- かわいいしか勝たん 成田つむぎはプライベートで激推しの月城らんと師匠とあがめる枢木あおいにレズを解禁してもらいました（4月7日、ビビアン）
- わけあり新人メイドを朝から晩まで種付け痙攣性処理調教 抵抗を知らない従順メイド… いつしか彼女は自ら男を求める快楽人形と化した 月城らん（4月13日、e-kiss）
- ホイホイぱんち 12 素人ホイホイZ・個人撮影・マッチングアプリ・ハメ撮り・素人・SNS・裏アカ・顔射・美乳・清楚・美人・スレンダー・ほろ酔い・性欲が強い・ご奉仕SEX・性欲モンスター（7月1日発売、6月26日配信開始、素人ホイホイ/妄想族）
- 幼馴染と妹が僕を好きすぎて、嫉妬に誘惑、奪い愛。 枢木あおい 姫川ゆうな（8月19日、ROYAL）
- 姫川ゆうなのM男拉致監禁調教物語（10月12日、犬）
- 尿道責め学園（10月12日、犬）
- 鉄板! 初降臨! 汗、絶頂汁、全身濡れ濡れの限界SEX 淫らな本性剥き出しで男までもイキ狂わせる 欲深き淫乱女の極限快楽性交 姫川ゆうな（10月19日、TEPPAN）
- ナンパしたSSR級神カワギャルお互いヤリモク完全一致! ヤルかヤラれるかのチン剣勝負で完全敗北! 超肉食系女子との驚異の大性交記録! 姫川ゆうな（10月19日、FOCUS）

- あのNo.1ロリっ娘が最強美少女になってた 姫川ゆうな（1月4日、S-Cute）
- 放課後ラブホで生徒三人に痴女られ囲まれ、挟まれ、中出しさせられた担任教師の僕。 枢木あおい 深田結梨 姫川ゆうな（1月25日、痴女ヘブン）
- 夫の上司に犯され続けて7日目、私は理性を失った…。 姫川ゆうな（10月11日、マドンナ）

### アダルトVR
- コスプレリフレにようこそ!（1月6日、CRYSTAL VR）
- 激ハメ生中出し! 美マンにブチ込め!!（2月23日、ブイワンVR）
- 見つめてしゃぶるWフェラ 姫川ゆうな あおいれな（2月24日、ブイワンVR）
- 連続昇天オナニー（2月24日、ブイワンVR）
- 生中出しSEX! お兄ちゃんの事が大好きスギル妹（3月15日、ブイワンVR）
- カノジョがあのセーターに着替えたら…（6月3日、CRYSTAL VR）
- カワイイ妹と子作り新婚生活（8月1日、MOODYZ）
- お願い!校長先生 なつめ愛莉 心花ゆら 姫川ゆうな 宮沢ゆかり 山川ゆな（8月1日、アロマ企画）※「VR-1グランプリ 2017」エントリー作品。
- 超3DVR本物中出し 8人のオレ嫁たちに必死で子作りせがまれるハーレム中出しSEX（8月1日、本中）
- してして誘惑中出し甘えん坊メイド（8月13日、MOODYZ）
- 女子校生GAL姫川ゆうなのプリプリお尻丸出しSEX 中出しspecial（8月19日、kira☆kira）
- 僕のことを好きすぎる妹と甘〜い子作り性活（8月25日、本中）
- ボクのことを好き過ぎるご奉仕メイドとのなんともうらやましい日常。（9月1日、CRYSTAL VR）
- 絶童（9月8日、CASANOVA）
- 生中出し 出会って数秒で即挿入!（9月9日、ブイワンVR）
- 生中出し えっ!?もう一回するの 連続2発射（9月16日、ブイワンVR）
- ゆうなとゆらのち●ぽ責め 姫川ゆうな 心花ゆら（10月13日、アロマ企画）
- 奇跡の女子校潜入VR 男子禁制のお嬢様女学園に手違いで転校してしまい今までモテなかった童貞キモヲタのオイラがまさか全員とハメまくってヤリチンにまでなれた完全俺得の夢のようなハーレム5P学園性活 栄川乃亜 姫川ゆうな あべみかこ 星奈あい（11月7日、kawaii*）
- ブイワンVR1周年記念作品 全編撮り下ろし 全員生中出し ラブイチャVR彼女 SPECIAL（12月16日、ブイワンVR）
- 憧れの制服乱交VR 制服女子と濃厚Wベロキス、スケスケのスク水女子に寸止め焦らしWフェラ、僕のチ●ポ奪い合うハーレム5P大乱交体験!! 栄川乃亜 姫川ゆうな あべみかこ 星奈あい（12月27日、kawaii*）

- 放課後JKと中出しセック（*´ε‘*）チュッチュ 宮崎あや 姫川ゆうな（3月20日、AVVR）
- お兄ちゃん大好き!! 病みカワ的ロリ痴女中出しSEX!!（3月20日、AVVR）
- 新人女教師たちのお戯れ中出しSEX 姫川ゆうな 宮崎あや（3月20日、AVVR）

- AV女優にVRで自撮りさせてみたら想像以上に素が出て可愛かった。（5月3日、CASANOVA）
- コンビニの先輩店員が痴女だったwww（11月2日、ブイワンVR）

- J●万引き犯レ●プ 見逃す代わりに嫌がる美少女をねじ伏せ好き放題に弄ぶ 姫川ゆうな（6月23日、ブイワンVR）
- 喧嘩直後の感情沸き立つ情熱SEX!のはずが早漏過ぎて即暴発して余計に怒らせちゃった… でも結局は僕のことが好きすぎて中出し懇願ゾクゾク身震い仲直りエッチッチ（8月6日、kawaii*）

- 超絶妙アングル! この短髪美女とこれからSEXします! ツンデレかわいい痙攣ビクビク感度最高で舌使いがエロいショートカットが似合う剛毛でセフレな後輩と中出しエッチ! 月城らん（2月20日、CRYSTAL VR）
- 普段はボーイッシュだけどHになると女の子らしくなる彼女とイチャイチャ性交【生ハメ】薄ピンク乳首吸い＆ヒクつくアナルと潮吹いてイッたマ○コに即ハメする正常位と激ピスバックと5発ツバ垂らし騎乗位と汗だくベロキスしまくりグラインド対面座位【中出し】 月城らん（2月28日、アリスJAPAN）
- フェラ顔でヌキたい人へ（11月1日、KMPVR）※オムニバス作品
- 天井特化アングル×JOI VR（11月11日、KMPVR）※オムニバス作品
- 天井特化アングルVR ～姫川ワールドへようこそ～ 姫川ゆうな（11月15日、KMPVR）
- 乳首特化VR（12月31日、KMPVR）※オムニバス作品

## 書籍

### 雑誌
- 月刊DMM 2017年2月号（ジーオーティー） - インタビュー